# Tuulijärvi (sjö i Norra Österbotten, lat 65,58, long 25,43)
Tuulijärvi är en sjö i Finland. Den ligger i kommunen Ijo i landskapet Norra Österbotten, i den centrala delen av landet, 600 km norr om huvudstaden Helsingfors. Tuulijärvi ligger 73 meter över havet. Arean är 36,9 hektar och strandlinjen är 3,28 kilometer lång. Sjön  ingår i Kuivajokis huvudavrinningsområde. 